# フランスのカトリック
フランスのカトリックではフランスにおけるローマ・カトリック教会について記述する。

## カトリック人口
統計上は約70％のフランス人がカトリックだとされているが、実際に教会に通い信仰を実践しているのは、全人口の10％以内であろうと言われている。

## 歴史
フランス・カトリックの歴史は国王クローヴィス1世が洗礼を受けた時に始まったとされている。
1098年にシトー派修道院が設立された。聖ベルナールによって計画された第二回十字軍が出発する頃にはその影響力を拡大させていた。この時代には、枢機卿や司祭は暴利をむさぼって重税を搾り取り、人々の救済を全く考えていなかった。かかる状況に対してリヨンの商人だったピエール・ヴァルドーは厳しく批判し、貧困層の人々に教会財産を分け与えるべきだと訴えた。彼の支持者はヴァルド派と呼ばれ、カトリック教会からは異端であると糾弾され、迫害された。トゥールーズやアルビといった南部地方ではカタリ派が盛んになり、教皇インノケンティウス3世はアルビジョワ十字軍を出してこれを鎮圧した。
その後、フランス国王フィリップ4世が教皇ボニファティウス8世を捕らえて幽閉するというアナーニ事件が起こった。これによって教皇の力は著しく低下し、フィリップ4世が教皇を選ぶという状況を生み出した。
フランス出身の教皇クレメンス5世の時に、ローマを嫌った国王フィリップ4世によって教皇庁が1308年にアヴィニョンに移され、その翌年から1377年まで所謂アヴィニョン捕囚の時代となった。その時から7代に渡ってフランス人の教皇がここに居を据え、結果的に教会大分裂をもたらした。その後、ローマ教皇の権威と距離を置くガリカニスムが影響力を強めた。
百年戦争のジャンヌ・ダルクは男装をしたり聖職者を仲介せずに信仰心を持ったとして異端視されて火焙りにされたが、1920年になって名誉回復が行われて聖人となった。
16世紀になって宗教改革が始まると当初は寛容だった国王フランソワ1世は1534年の檄文事件をきっかけにプロテスタントの存在を脅威だと認識し、迫害を始めた。カトリックのプロテスタントとの間に亀裂が生じ始め、両者間の対立は抜き差しならぬ状況となり、遂にユグノー戦争となった。
17世紀後半に、アウグスティヌスの予定説にコルネリウス・ヤンセンが独自の解釈を加えたジャンセニスムを支持する宗教運動が勃興し、これを非難するイエズス会と抗争状態となった。フランス王家とローマ教皇は、次第に政治運動化しつつあったジャンセニスムを禁圧し、運動自体はフランス革命前には消滅したが、思想的な影響はその後も長く残った。
フランス革命辺りから、啓蒙思想が台頭し宗教から距離を置く勢力が登場した。自然科学が発達し、カトリック教会に対して違和感を持つ人も増えた。革命指導者マクシミリアン・ロベスピエールは教会を弾圧した。
そうした中、フランス・カトリックは海外への宣教を目指し始める。1653年に設立されたパリ外国宣教会が19世紀になって宣教師を派遣し、意図したものではなかったにせよ、結果的に中国やインドシナ半島に於いてフランス植民地帝国の影響力拡大の片棒を担ぐ事となった。この事は後に左派陣営に厳しく批判された。この宣教会からは東南アジア、中国、朝鮮半島、琉球王国や日本にも派遣された。
20世紀に入ると更に世俗化が進み、1905年には政教分離法が制定された。フランス人の間にカトリック教会に対する反発が芽生えたというより、宗教全般に対して懐疑的な、若しくは冷めた見方をする人々が大半を占めるようになっていた。そうした中、1925年、リジューのテレーズは教皇ピウス11世によって列聖され、世界中から注目を集めた。
60年代から70年代に掛けて共産党などの左派、リベラル派の影響力が拡大し、人々のカトリック教会に対する距離は益々拡がっていった。教会で結婚式を挙げる人も少なくなり、1999年にはパックス法が制定された。かかる傾向に危機感を覚えた極右政党国民戦線や共和国運動はイスラム教に対する反感やアフリカ系フランス人に対する侮蔑感情を背景にカトリックの国教化を主張している。そうした風潮の中でもルルドには今でも巡礼者が世界中から足を運んでいる。

## フランス・カトリックに関する世界遺産
- アヴィニョン教皇庁
- アミアン大聖堂
- サン＝サヴァン・シュル・ガルタンプ修道院付属教会
- サント＝マドレーヌ大聖堂 (ヴェズレー)
- シャルトル大聖堂
- フォントネーのシトー会修道院
- ブールジュ大聖堂
- フランスのサンティアゴ・デ・コンポステーラの巡礼路
- モン・サン＝ミシェル
- ランスのノートルダム大聖堂、サン＝レミ旧大修道院、トー宮殿
- 歴史的城塞都市カルカソンヌ